# George Taylor (DC Comics)
George Taylor é um personagem fictício que aparece nas histórias em quadrinhos do Superman publicados pela DC Comics. Na maioria das encarnações, ele é o editor-chefe do jornal Daily Star de Metrópolis.
O personagem foi introduzido pelo escritor Jerry Siegel e o desenhista Joe Shuster como o editor-chefe sem nome que deu a Clark Kent seu primeiro emprego como repórter, em Action Comics # 1, junho de 1938. Seu nome não foi revelado por mais de um ano (em Superman #2, 1939).
Na primavera de 1940, o jornal editado por Taylor inexplicavelmente mudou seu nome para Daily Planet. Ele manteve sua posição até novembro do mesmo ano, após o surgimento de um novo editor, Perry White.
Quando DC fez uso de seu  Multiverso entre o início da década de 1960 e meados da década de 1980, foi estabelecido que o Daily Star era o jornal da Era de Ouro dos Quadrinhos ou Terra 2, enquanto o Daily Planet foi usado na Era de Prata ou Terra. O Clark Kent da Terra 2, eventualmente, tornou-se o editor-chefe do Daily Star, algo que a sua na Terra 1 contraparte não conseguiu.